# 我是自有永有的

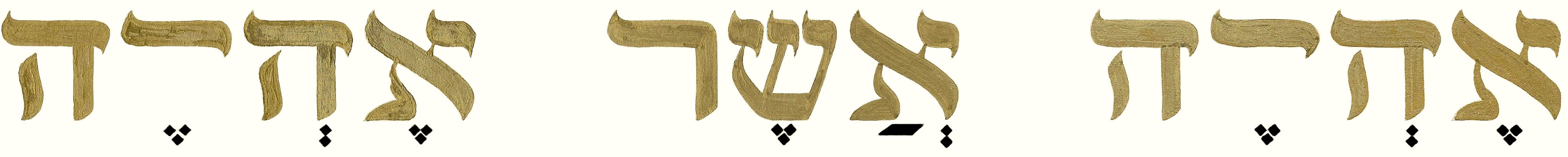
用希伯來語寫的「我是自有永有的」，並標上注音符號。

「我是自有永有的」（天主教翻譯：我是自有者）是希伯來短語אֶהְיֶה אֲשֶׁר אֶהְיֶה‬（’ehye ’ăšer ’ehye；發音：[ʔehˈje ʔaˈʃer ʔehˈje]）的常見英文翻譯之一，其他譯法包括「我就是我」、「我將成為我選擇成為的」、「我乃存在之本體」、「我將永恆如是」、「我創造所造之物」或「永恆存在者」。

## 語源考釋
אֶהְיֶה אֲשֶׁר אֶהְיֶה‬（’ehye ’ăšer ’ehye）是《出埃及記》中摩西詢問神之名時，所獲得的三重回應之首。希伯來詞אֶהְיֶה‬（’Ehyeh）為動詞（hayah，「存在」的第一人稱未完成體，因希伯來語法特性兼具「我是」與「我將是」雙重含義。長句’ehyeh ’ăšer ’ehyeh的解讀存在爭議，既可視為神之應許（「我必與你同在」），亦可解作絕對獨一性宣告（「我乃無可比擬者」）。
古典希伯來語未區分時態，而以完成體表示已終結動作，未完成體表示持續狀態。若動詞前綴וַ־‬（wa-），其體貌即發生轉換。אֶהְיֶה‬（ehyeh）作為未完成體，在現代希伯來語中雖表未來時態「我將是」，但因缺乏וַ־‬前綴，故亦可譯為「我是」或情態形式「我可為／或將為」等。全句因而衍生多種英譯版本，包括「我即存在之本體」（七十士譯本希臘文）、拉丁文《武加大譯本》等。
אֲשֶׁר‬（’ăšer）為關係代詞，依上下文可譯作「那」、「誰」、「所」或「處」。

## 詮釋觀點
《希伯來聖經》記載，摩西於焚荊棘異象（《出埃及記》3:14）中詢問神名以回應以色列民，耶和華答以「我是自有永有的」，並囑咐：「你要對以色列人這樣說：『那自有的打發我到你們這裡來。』」然經文未載以色列人實際詢問神名之情節，引發諸多詮釋爭議：究竟不識神名者為摩西或以色列民（多數學者認為摩西本人未知神名，故預期民眾將以此驗證其使命），以及此宣告之確切意涵。
主要解讀進路有三：
- 「我就是我」——對摩西提問的迴避；[8]
- 「我乃存在本身」——闡明以色列神的永恆本性，此觀念常見於近東文化，非希臘哲學獨有，可能針對迦南神話中諸神無常消失之母題；[9]
- 「『自有者』即我之本質」——此版本未成學界主流，但首種詮釋已被納入《新英語聖經》。[10]

## 天主教神學
聖奧古斯丁與聖多瑪斯·阿奎那將《出埃及記》3:14的「存在」詮釋為「自存之本體」（Esse ipsum subsistens），即神本身。形上學中，此乃「強意義之存在」，一切存有之完美極致展現——純粹現實（actus purus）與諸完美之總匯。在神之內，本質與存在（拉丁文：Actus essendi）完全同一。此哲學體系由阿奎那完整建構。

## 其他觀點
印度教不二論聖者拉瑪那·馬哈希認為，諸神定義中「無出『我是自有永有者』之右者」，雖印度典籍《大聖言》有相似表述，然未若《出埃及記》直截。尼薩伽達塔·馬哈拉吉則解「我是」為絕對本體的抽象表述，乃超越思維、感知、記憶的純粹覺知。
維克多·漢彌爾頓提出九種可能譯法，涵蓋過去、現在、未來三時態組合。
巴哈伊信仰經典《破曉之光》第316頁記載：
「『我即是』」，巴孛三度宣告，「我即是那應許者！千年來你們呼求我名，為我降臨起身祈禱。東西萬民皆當遵我誡命，效忠於我。」

## 書目
- 漢彌爾頓, 維克多·P. . Baker Books. 2011. ISBN 9781441240095.
- 梅廷格, 特里格韋. . Fortress Press. 2005. ISBN 9781451419351.
- 帕克-泰勒, G. H., , Wilfrid Laurier University Press, 1975, ISBN 0-88920-013-0

## 外部連結
- 维基语录上有关Ehyeh Asher Ehyeh的语录